# Капорчано
Капорча̀но (на италиански: Caporciano) е село и община в Южна Италия, провинция Акуила, регион Абруцо. Разположено е на 836 m надморска височина. Населението на общината е 236 души (към 2010 г.).